# Aletodon
Aletodon — рід наземних комахоїдних, нині вимерлий. Рід процвітав приблизно з 58.7 до 55.8 млн років тому. Він був рідним для Колорадо, Вайомінгу та західної Північної Дакоти.

## Види
Наразі в цьому роді визнано 4 види:
- Aletodon conardae (Winterfeld, 1982)
- Aletodon gunnelli (Gingerich, 1977)
- Aletodon mellon (Van Valen, 1978)
- Aletodon quadravus (Gingerich, 1983)